# Escalada esportiva nos Jogos Olímpicos de Verão de 2020 - Combinado feminino
A competição do combinado femimnino da escalada esportiva nos Jogos Olímpicos de Verão de 2020 ocorreu entre 4 e 6 de agosto de 2021 no Parque Urbano de Esportes de Aomi, em Tóquio. Um total de 20 escaladores de 15 Comitês Olímpicos Nacionais (CON) participaram do evento.

## Qualificação
Cada Comitê Olímpico Nacional (CON) poderia obter um máximo de duas vagas no evento, sendo que 20 vagas estavam disponíveis: 18 pelas qualificatórias, 1 para o país anfitrião (Japão) e 1 por convite da Comissão Tripartite.
A primeira oportunidade de qualificação foi pelo Campeonato Mundial de 2019, onde as sete primeiras ganharam uma vaga. Como duas escaladoras japonesas se classificaram durante este evento, a vaga de país anfitrião não foi utilizada, sendo alocada para a próxima escaladora mais bem colocada no Campeonato Mundial ainda não qualificada e que não fosse de um CON com duas escaladoras já classificadas. A segunda oportunidade foi pelo Evento de Qualificação Olímpica, com as seis primeiras se classificando aos Jogos Olímpicos.
Cinco vagas foram distribuídas as campeãs continentais (Américas, África, Europa, Oceania e Ásia). Apenas o Campeonato Pan-Americano foi realizado antes do início da pandemia de COVID-19, adiando as demais competições continentais. Em fevereiro de 2020, para lidar com possíveis cancelamentos, a Federação Internacional de Escalada Esportiva (IFSC) definiu que as vagas não atribuídas pelos campeonatos continentais seriam realocadas para as melhores escaladoras de cada continente, ainda não qualificado, no Campeonato Mundial de 2019, respeitando ao limite de duas vagas por CON.
O convite da Comissão Tripartite deveria ser alocado após os campeonatos continentais, mas o prazo foi perdido e as vagas foram concedidas as próximas escaladoras ainda não classificadas de acordo com as posições no Campeonato Mundial de 2019.

## Formato
Na fase de qualificação, cada uma das vinte competidoras disputam as três disciplinas da escalada: velocidade, boulder e dificuldade. As pontuações são multiplicadas e as oito competidoras com as pontuações totais mais baixas seguem para as finais, onde novamente disputam um combinado das três disciplinas.
- Na escalada de velocidade, as competidoras competem umas contra as outras em pares em uma parede padronizada de 15 metros de altura. Na fase de qualificação, as escaladoras tiveram duas corridas em duas pistas diferentes; seus melhores tempos foram registrados e usados para a definição das finais. Na fase final, as escaladoras competem umas contra as outras com as mais rápidas saindo vitoriosas.
- No boulder, as escaladoras precisam superar obstáculos ("boulderes") em uma parede de 4,5 m de altura dentro de um determinado período de tempo. Na qualificação, as escaladoras enfrentam quatro problemas com boulder e tiveram 5 minutos em cada problema para superá-los. A rodada final teve três problemas com boulder para terminar em um limite de tempo de 4 minutos.
- Na dificuldade, as escaladoras recebem uma rota definida em uma parede de 15 m de altura até o topo em 6 minutos. Em caso de empate, ganha a escaladora com o tempo decorrido mais rápido.

## Calendário
Horário local (UTC+9)
| Data                | Tempo | Fase                       |
| ------------------- | ----- | -------------------------- |
| 4 de agosto de 2021 | 17:00 | Qualificação – Velocidade  |
| 4 de agosto de 2021 | 18:00 | Qualificação – Boulder     |
| 4 de agosto de 2021 | 21:10 | Qualificação – Dificuldade |
| 6 de agosto 2021    | 17:30 | Final – Velocidade         |
| 6 de agosto 2021    | 18:30 | Final – Boulder            |
| 6 de agosto 2021    | 21:10 | Final – Dificuldade        |

## Recordes
Antes desta competição, os recordes mundiais e olímpicos existentes eram os seguintes:
| Recordes de velocidade | Recordes de velocidade | Recordes de velocidade | Recordes de velocidade | Recordes de velocidade |
| Tipo                   | Escaladora             | Tempo                  | Local                  | Data                   |
| ---------------------- | ---------------------- | ---------------------- | ---------------------- | ---------------------- |
| Recorde mundial        | Iuliia Kaplina         | 6.964                  | Moscou                 | 21 de novembro de 2021 |
| Recorde olímpico       | Não estabelecido       | –                      | –                      | –                      |

Os seguintes recordes foram estabelecidos durante a competição:
| Data        | Fase         | Escalador           | CON         | Tempo | Recorde          | Ref.  |
| ----------- | ------------ | ------------------- | ----------- | ----- | ---------------- | ----- |
| 4 de agosto | Qualificação | Aleksandra Mirosław | POL Polônia | 6.97  | Recorde olímpico | [ 8 ] |
| 6 de agosto | Final        | Aleksandra Mirosław | POL Polônia | 6.84  | Recorde mundial  | [ 9 ] |

## Medalhistas
| Ouro   | SLO Janja Garnbret |
| Prata  | JPN Miho Nonaka    |
| Bronze | JPN Akiyo Noguchi  |

## Resultados

### Qualificação
Disputada em 4 de agosto de 2021, as oito melhores colocadas avançam à final.
| Pos. | Escaladora          | CON                | Velocidade | Velocidade | Velocidade | Boulder | Boulder | Boulder | Boulder | Boulder  | Boulder | Dificuldade | Dificuldade | Dificuldade | Total   | Notas |
| Pos. | Escaladora          | CON                | A          | B          | PC         | 1       | 2       | 3       | 4       | Result.  | PC      | MAX         | TPD         | PC          | Total   | Notas |
| ---- | ------------------- | ------------------ | ---------- | ---------- | ---------- | ------- | ------- | ------- | ------- | -------- | ------- | ----------- | ----------- | ----------- | ------- | ----- |
| 1    | Janja Garnbret      | SLO Eslovênia      | 9.44       | 10.32      | 14         | T1z1    | T1z1    | T1z1    | T1z1    | 4T4z 4 4 | 1       | 30          |             | 4           | 56.00   | Q     |
| 2    | Seo Chae-hyun       | KOR Coreia do Sul  | 10.01      | 11.74      | 17         | T3z1    | T2z2    | z1      | z1      | 2T4z 5 5 | 5       | 40+         |             | 1           | 85.00   | Q     |
| 3    | Miho Nonaka         | JPN Japão          | 7.55       | 7.74       | 4          | T2z1    | z1      | z1      | –       | 1T3z 2 3 | 8       | 30+         |             | 3           | 96.00   | Q     |
| 4    | Akiyo Noguchi       | JPN Japão          | 8.27       | 8.23       | 9          | T2z1    | z1      | T2z1    | T1z1    | 3T4z 5 4 | 3       | 27+         |             | 6           | 162.00  | Q     |
| 5    | Brooke Raboutou     | USA Estados Unidos | 8.67       | 8.81       | 12         | T2z1    | T1z1    | z1      | T1z1    | 3T4z 4 4 | 2       | 26+         | 3:40        | 8           | 192.00  | Q     |
| 6    | Jessica Pilz        | AUT Áustria        | 8.51       | 8.63       | 11         | T3z1    | z3      | z1      | –       | 1T3z 3 5 | 9       | 33+         |             | 2           | 198.00  | Q     |
| 7    | Aleksandra Mirosław | POL Polônia        | 6.97       | 7.01       | 1          | –       | –       | –       | –       | 0T0z 0 0 | 20      | 12          |             | 19          | 380.00  | Q     |
| 8    | Anouck Jaubert      | FRA França         | 7.12       | 7.29       | 2          | T4z1    | –       | –       | –       | 1T1z 4 1 | 13      | 16+         | 2:14        | 15          | 390.00  | Q     |
| 9    | Viktoria Meshkova   | ROC                | 9.54       | 9.73       | 15         | T6z1    | T2z2    | z1      | z1      | 2T4z 8 5 | 6       | 29+         |             | 5           | 450.00  |       |
| 10   | Shauna Coxsey       | GBR Grã-Bretanha   | 9.65       | 10.07      | 16         | T2z1    | T1z1    | z1      | z1      | 2T4z 3 4 | 4       | 21+         | 2:23        | 13          | 832.00  |       |
| 11   | Kyra Condie         | USA Estados Unidos | 8.12       | 8.08       | 7          | T4z1    | –       | z1      | z3      | 1T3z 4 5 | 11      | 22+         |             | 11          | 847.00  |       |
| 12   | Song Yiling         | CHN China          | 8.74       | 7.46       | 3          | z5      | –       | –       | –       | 0T1z 0 5 | 19      | 13+         |             | 18          | 1026.00 |       |
| 13   | Julia Chanourdie    | FRA França         | 8.43       | 8.17       | 8          | z1      | z7      | z1      | –       | 0T3z 0 9 | 15      | 25+         |             | 9           | 1080.00 |       |
| 14   | Alannah Yip         | CAN Canadá         | 8.17       | 7.99       | 6          | z1      | –       | z1      | –       | 0T2z 0 2 | 16      | 21+         | 2:14        | 12          | 1152.00 |       |
| 15   | Laura Rogora        | ITA Itália         | 10.50      | Queda      | 19         | z1      | z2      | T1z1    | z1      | 1T4z 1 5 | 7       | 25          |             | 10          | 1330.00 |       |
| 16   | Petra Klingler      | SUI Suíça          | 8.42       | 8.67       | 10         | T3z1    | z3      | z4      | –       | 1T3z 3 8 | 10      | 16+         | 1:49        | 14          | 1400.00 |       |
| 17   | Iuliia Kaplina      | ROC                | 7.65       | Queda      | 5          | z2      | –       | –       | –       | 0T1z 0 2 | 18      | 14+         |             | 17          | 1530.00 |       |
| 18   | Mia Krampl          | SLO Eslovênia      | 10.44      | 10.43      | 18         | z1      | z1      | z1      | z2      | 0T4z 0 5 | 14      | 26+         | 3:16        | 7           | 1764.00 |       |
| 19   | Oceana Mackenzie    | AUS Austrália      | 8.83       | 9.38       | 13         | T3z1    | –       | z1      | –       | 1T2z 3 2 | 12      | 15+         |             | 16          | 2496.00 |       |
| 20   | Erin Sterkenburg    | RSA África do Sul  | Queda      | 11.10      | 20         | z1      | –       | –       | –       | 0T1z 0 1 | 17      | 7+          |             | 20          | 6800.00 |       |

### Final
Disputada em 6 de agosto de 2021, com a definição das medalhistas.
| Pos.              | Escaladora          | CON                | Velocidade | Velocidade | Velocidade | Velocidade | Velocidade | Velocidade | Velocidade | Boulder | Boulder | Boulder | Boulder   | Boulder | Dificuldade | Dificuldade | Total |
| Pos.              | Escaladora          | CON                | Quartas    | Quartas    | Semifinais | Semifinais | Final      | Final      | PC         | 1       | 2       | 3       | Result.   | PC      | MAX         | PC          | Total |
| Pos.              | Escaladora          | CON                | C          | T          | C          | T          | C          | T          | PC         | 1       | 2       | 3       | Result.   | PC      | MAX         | PC          | Total |
| ----------------- | ------------------- | ------------------ | ---------- | ---------- | ---------- | ---------- | ---------- | ---------- | ---------- | ------- | ------- | ------- | --------- | ------- | ----------- | ----------- | ----- |
| Medalha de ouro   | Janja Garnbret      | SLO Eslovênia      | 3          | 8.49       | 6          | 8.67       | 10         | 7.81       | 5          | T4z1    | T1z1    | z1      | 2T3z 5 3  | 1       | 37+         | 1           | 5     |
| Medalha de prata  | Miho Nonaka         | JPN Japão          | 4          | 8.19       | 8          | 7.76       | 11         | 7.99       | 3          | –       | z4      | z1      | 0T2z 0 5  | 3       | 21          | 5           | 45    |
| Medalha de bronze | Akiyo Noguchi       | JPN Japão          | 2          | 8.55       | 7          | Queda      | 11         | 8.42       | 4          | z5      | z2      | –       | 0T2z 0 7  | 4       | 29+         | 4           | 64    |
| 4                 | Aleksandra Mirosław | POL Polônia        | 1          | 7.49       | 7          | 7.03       | 12         | 6.84       | 1          | –       | –       | –       | 0T0z 0 0  | 8       | 9+          | 8           | 64    |
| 5                 | Brooke Raboutou     | USA Estados Unidos | 4          | Queda      | 6          | 8.77       | 9          | 9.06       | 7          | z5      | z3      | z2      | 0T3z 0 10 | 2       | 20+         | 6           | 84    |
| 6                 | Anouck Jaubert      | FRA França         | 3          | 7.40       | 8          | 7.51       | 12         | 8.84       | 2          | z2      | –       | –       | 0T1z 0 2  | 6       | 13+         | 7           | 84    |
| 7                 | Jessica Pilz        | AUT Áustria        | 2          | 8.89       | 5          | 8.77       | 10         | 8.43       | 6          | z7      | z3      | –       | 0T2z 0 10 | 5       | 34+         | 3           | 90    |
| 8                 | Seo Chae-hyun       | KOR Coreia do Sul  | 1          | 10.64      | 5          | 12.85      | 9          | 9.85       | 8          | –       | –       | –       | 0T0z 0 0  | 7       | 35+         | 2           | 112   |